# 拉哈斯獵龍屬
拉哈斯猎龙属（学名：Lajasvenator，意为“拉斯拉哈斯的猎人”，以阿根廷内乌肯省的拉斯拉哈斯市命名）是阿根廷内乌肯省穆里辛科组的一属鲨齿龙科恐龙。模式种和唯一的物种是阿氏拉哈斯猎龙（Lajasvenator ascheriae）。它可能是已知的最小的异特龙类之一，身长大约只有昆卡猎龙的一半即2.9米（9.5英尺）。